# Juana Castellaro
Pour les articles homonymes, voir Castellaro.
Juana Castellaro Morello est une joueuse argentine de hockey sur gazon née le 29 mars 2005 à Lomas de Zamora. Elle a remporté avec l'équipe d'Argentine la médaille de bronze du tournoi féminin aux Jeux olympiques d'été de 2024, organisés à Paris.